# 비스타보츠나야역
비스타보츠나야역(러시아어: Выставочная)은 모스크바 지하철 필룝스카야 선의 역이다. 2005년 9월 10일에 개장하였고, 2009년 6월 1일 이전에는 "델로보이 첸트르(러시아어: Деловой Ts центр, "비즈니스 센터")로 불렸다.

## 구조
역은 플랫폼이 하층부에 있는 두 층 구조로 지어졌다. 상단은 플랫폼의 길이를 가로지르는 두 개의 보행로로 구성된다. 한쪽 보행로와 더 긴 통로는 유리로 둘러싸여 역의 한 쪽에서 다른 쪽까지 연결된다. 다른 통로는 개방된 형태로 곧게 뻗어 있으며, 트랙 바로 위를 달리고 있다. 두 보행로 사이의 D자형 영역은 역의 최대 높이까지 뻗어 있다. 두 줄의 기둥은 양 층에 걸쳐 있으며 스테인리스강으로 되어 있다. 벽은 흰색 플라스틱 판넬과 갈색 대리석으로 되어 있으며, 천장에는 알루코본드가 사용되었다.
본 역의 입구는 모스크바강의 북쪽 둑 근처에 있는 모스크바 국제 비즈니스 센터(Moscow-City)의 하층부에 지어져 있으며, 모스크바 엑스포 센터로도 갈 수 있다.

## 환승
비스타보츠나야 역에서는 칼리닌스코 솔른쳅스카야 선의 델로보이 첸트르 역과 볼샤야 콜체바야 선의 델로보이 첸트르 역으로 갈아탈 수 있다.

## 사진

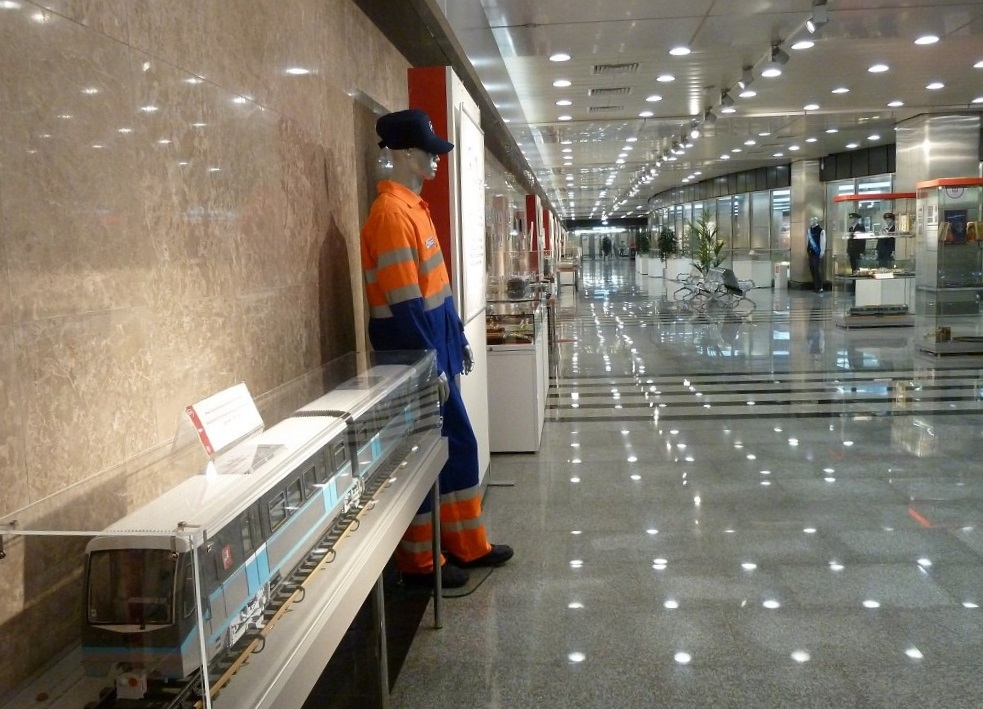
대합실
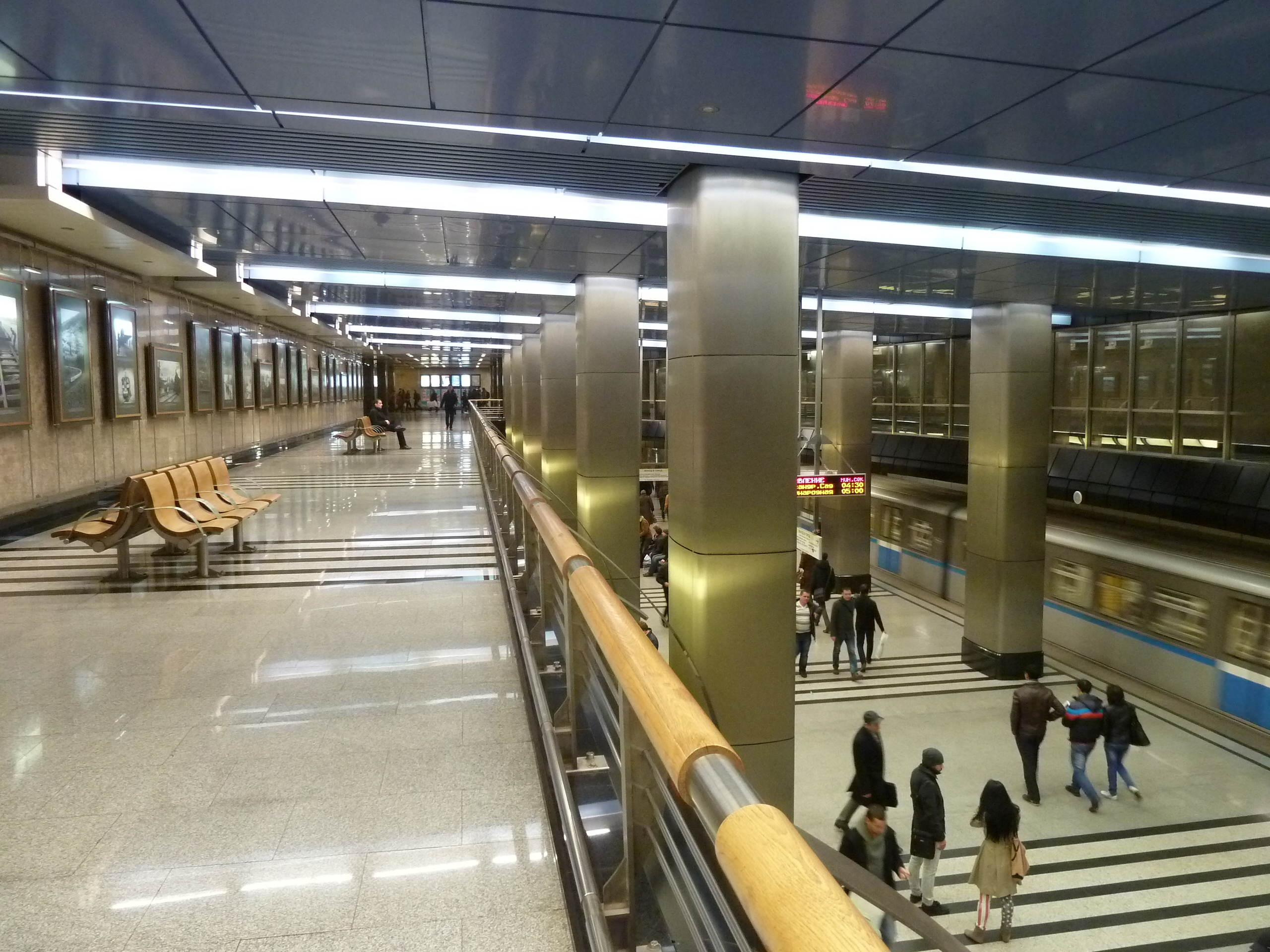
플랫폼이 노출된 전경
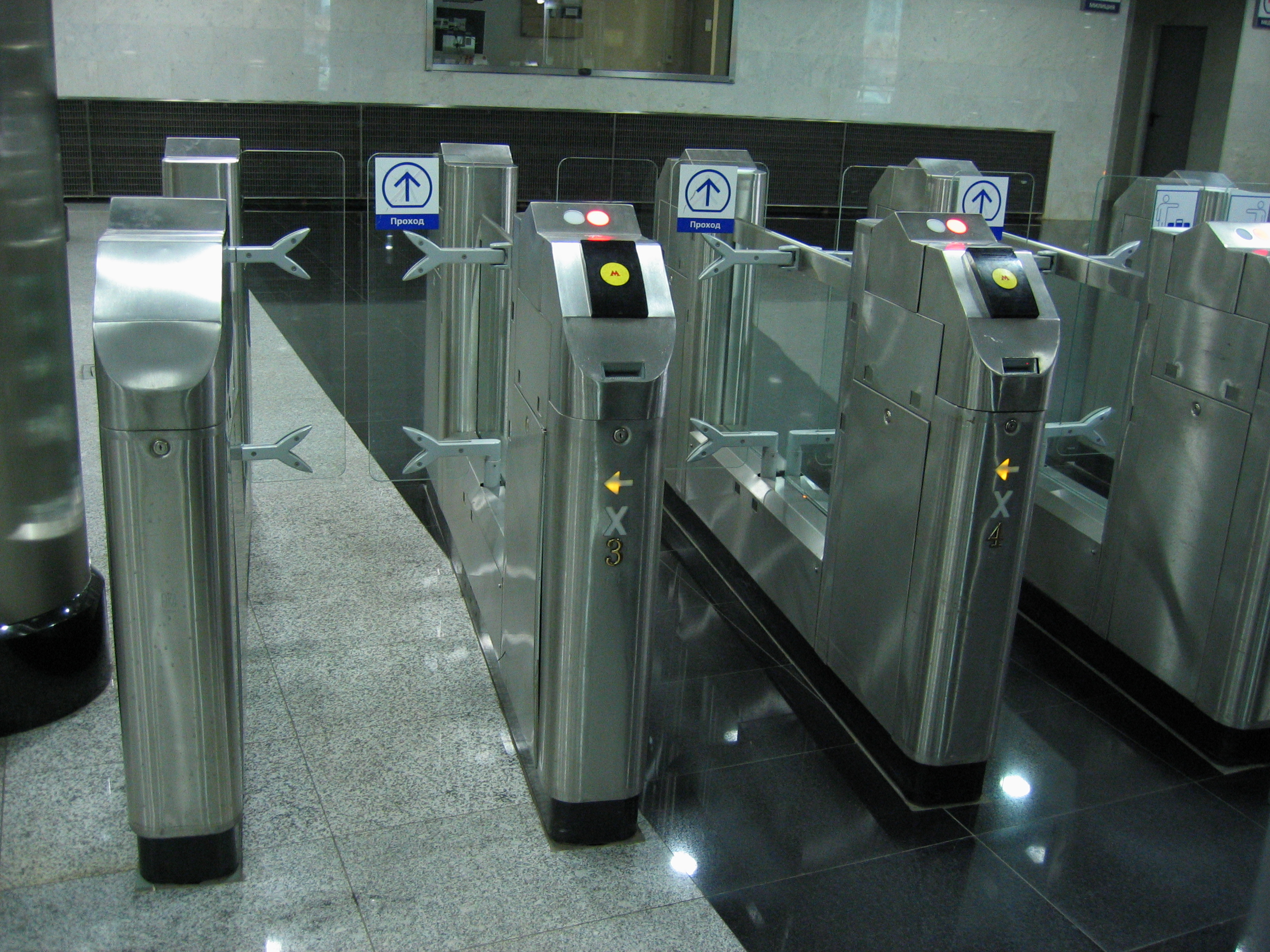
개찰구
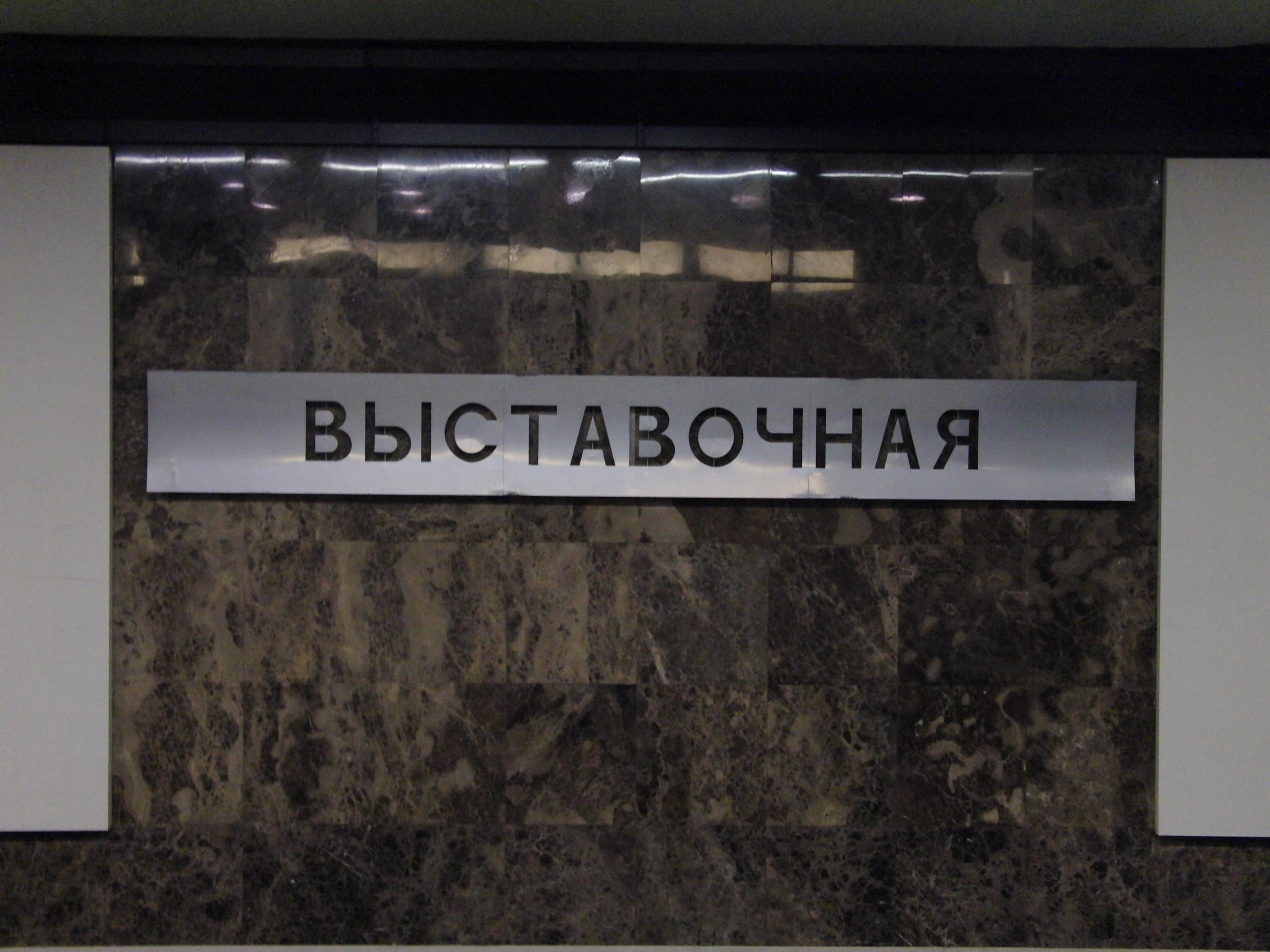
역명판